# Imagine în oglindă

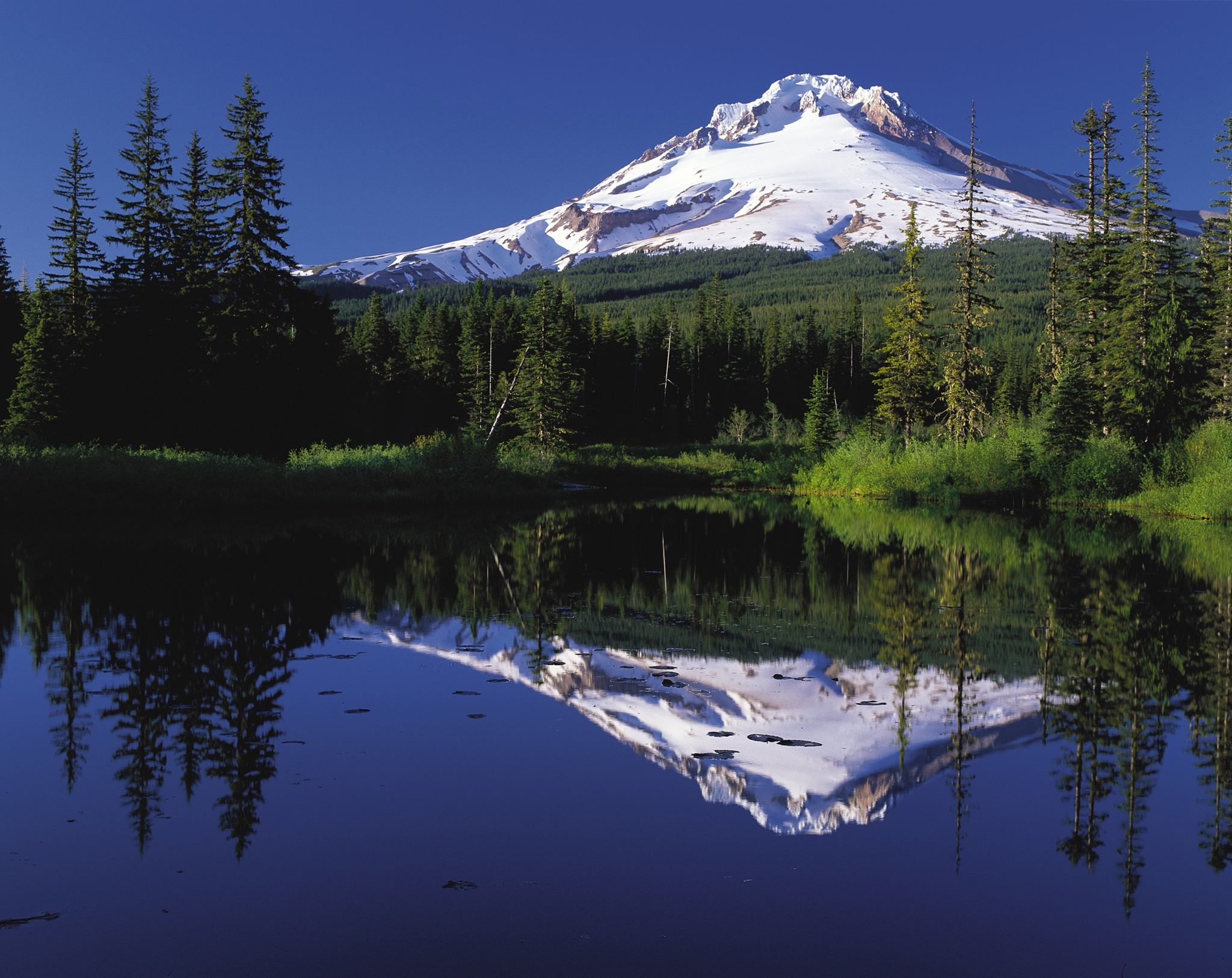
Muntele Hood reflectat în apa lacului

O imagine în oglindă (într-o oglindă plană) este o imagine duplicat reflectată a unui obiect care pare aproape identic, dar este inversat în direcția perpendiculară pe suprafața oglinzii. Ca efect optic rezultă din reflexia luminii pe suprafețe reflectante, ca oglinzile sau apa. Este și o noțiune din geometrie și poate fi folosită ca proces de conceptualizare pentru structuri tridimensionale.

## În geometrie și optica geometrică

### În două dimensiuni
În geometrie, imaginea în oglindă a unui obiect sau figură bidimensională este imaginea virtuală formată prin  reflexie într-o oglindă plană; are aceeași dimensiune ca și obiectul original, dar diferită, cu excepția cazului în care obiectul sau figura are simetrie de reflexie (cunoscută și sub numele de simetrie P).
Imaginile bidimensionale în oglindă pot fi văzute în reflexiile oglinzilor sau a altor suprafețe reflectante sau pe o tipăritură văzută din spate. Dacă se privește întâi la un obiect bidimensional (cum ar fi scrisul de pe un card) și apoi se întoarce cardul spre o oglindă, obiectul este văzut în oglindă ca o inversare stânga-dreapta. Un alt exemplu este atunci când se stă cu spatele la oglindă și se privește un obiect aflat în fața oglinzii. Apoi, dacă se compară obiectul cu reflexia acestuia în oglindă, din nou se percepe o inversare stânga-dreapta datorită unei schimbări a orientării noastre. De fapt nu oglinda provoacă inversările observate, ci percepția observatorului, care atribuie „stânga” și „dreapta” obiectului, respectiv imaginii.

### În trei dimensiuni

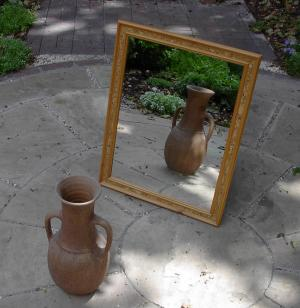
Un vas simetric și imaginea sa în oglindă

Conceptul de reflexie poate fi extins la obiectele tridimensionale, inclusiv la părțile lor interioare, chiar dacă acestea nu sunt transparente. Termenul se referă apoi la aspectele structurale, precum și la aspectele vizuale. Un obiect tridimensional este inversat în direcția perpendiculară pe suprafața oglinzii. În fizică, imaginile oglindă sunt analizate în ramura numită optică geometrică.
În chimie, două versiuni (izomeri) ale unei molecule, una „imagine în oglindă” a celeilalte, se numesc enantiomere dacă nu pot fi suprapuse. Acesta este un exemplu de chiralitate. În general, un obiect și imaginea sa în oglindă sunt enantiomorfe.
Dacă un punct al unui obiect are coordonatele (x, y, z), atunci imaginea acestui punct (reflectată de o oglindă în planul y-z) are coordonatele (−x, y, z). Astfel, reflexia este o inversare a axei de coordonate perpendiculare (normală) pe suprafața oglinzii. Deși o oglindă plană inversează un obiect numai în direcția normală față de suprafața oglinzii, există de obicei o „percepție” a inversării stânga-dreapta. Această inversare se numește „inversare laterală”. Percepția unei inversări stânga-dreapta se datorează probabil faptului că stânga și dreapta unui obiect sunt definite de partea superioară și frontală percepută, dar în rândul psihologilor există încă o dezbatere cu privire la explicație. Psihologia inversării percepute stânga-dreapta este discutată de Michael C. Corballis în articolul Much ado about mirrors.
Reflexia într-o oglindă duce la o schimbare în chiralitate, mai exact la trecerea de la un sistem de coordonate drept la unul stâng (sau invers). În consecință, dacă cineva se uită într-o oglindă și consideră că două axe (sus–jos și față–spate) coincid cu cele din oglindă, atunci oglinda produce o inversare a celei de-a treia axe (stânga–dreapta). Dacă o persoană stă în fața unei oglinzi în poziție laterală (cu un umăr spre oglindă), stânga și dreapta vor fi inversate „direct” de oglindă, deoarece în acest caz axa stânga–dreapta a persoanei este normală pe planul oglinzii. Însă este important de înțeles că există întotdeauna doar două elemente enantiomorfe, obiectul și imaginea acestuia. Prin urmare, indiferent de modul în care obiectul este orientat spre oglindă, toate imaginile rezultate sunt fundamental identice.
În imaginea cu muntele Hood de la începutul articolului axele stânga–dreapta și față–spate nu sunt evidente, însă inversarea normală pe suprafața reflectantă (axa sus–jos) este evidentă. În exemplul cu vasul reflectat în oglindă, obiectul este practic simetric față–spate (și stânga–dreapta). Ca urmare nu se percepe nicio inversare la imaginea din oglindă.
O imagine în oglindă apare ca fiind evident tridimensională dacă observatorul se mișcă sau imaginea este văzută printr-o vedere binoculară. Acest lucru se datorează faptului că poziția relativă a obiectelor se schimbă pe măsură ce se schimbă și perspectiva observatorului sau când este privită diferit cu fiecare ochi.
Privirea printr-o oglindă din diferite poziții (dar neapărat cu punctul de observație limitat la semispațiul dintr-o parte a oglinzii) este ca și cum ai privi imaginea în oglindă a spațiului tridimensional. Fără alte oglinzi este prezentată doar imaginea în oglindă a semispațiului dinaintea oglinzii.

#### Efectul oglinzilor asupra iluminării
O oglindă nu produce doar o imagine, ea schimbă și distribuția luminii în jumătatea spațiului din fața și din spatele oglinzii. O oglindă agățată pe perete face camera mai luminoasă deoarece apar surse de lumină suplimentare în imaginea dată de oglindă. Totuși, apariția luminii suplimentare nu încalcă principiul conservării energiei, deoarece oglinda redirecționează energia luminii, astfel încât ea nu mai ajunge în spatele oglinzii. În ceea ce privește distribuția luminii, imaginea în oglindă virtuală are același aspect și același efect ca un spațiu real, aranjat simetric în spatele unei ferestre (în locul oglinzii). Umbrele se pot întinde de la oglindă în semispațiul dinaintea ei.

## Matematică

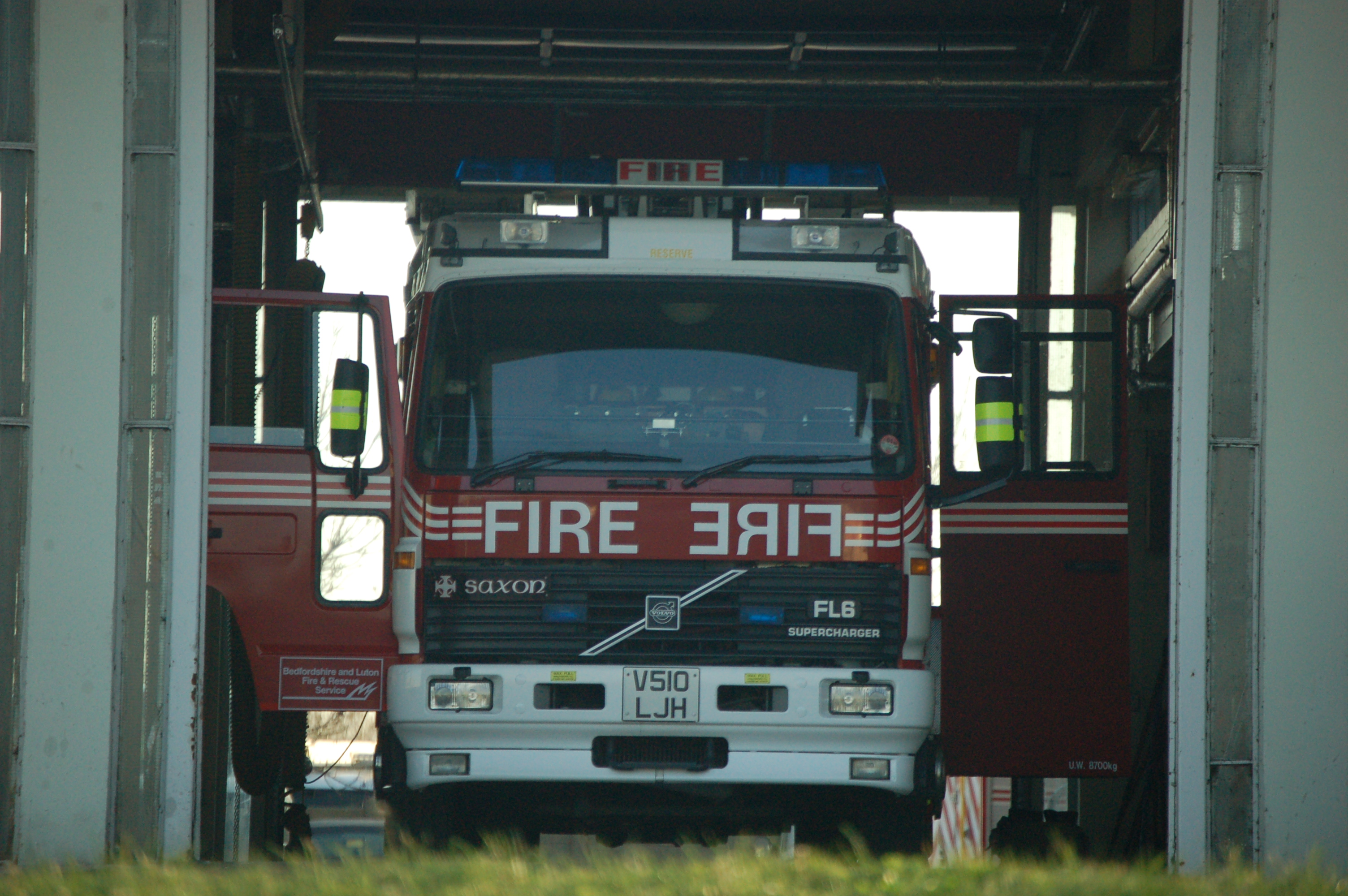
Cuvântul „FIRE” și imaginea sa în oglindă sunt inscripționate pe botul acestei autospeciale pentru intervenții la incendii

La scrierea în oglindă un text este afișat în mod deliberat ca imaginea sa în oglindă, pentru a putea fi citit într-o oglindă. De exemplu, vehiculele de urgență precum ambulanța sau mașinile de poliție și pompieri folosesc imagini în oglindă pentru a putea fi citite din oglinda retrovizoare a șoferului. Unele cinematografa profită, de asemenea, de scrierea în oglindă într-un sistem de subtitrare pe ecranul din spate folosit pentru a ajuta persoanele cu deficiențe de auz să urmărească filmul.

## Sisteme de oglinzi
În cazul a două oglinzi, în plane la un unghi diedru α, privind prin ambele din sectorul care este intersecția celor două semispații, este ca și cum ați privi o versiune a lumii rotită cu un unghi de 2α. Punctele de observație și direcțiile de căutare pentru care se aplică acestea corespund celor pentru căutarea printr-un cadru dat de prima oglindă și un cadru din a doua oglindă a imaginii din prima oglindă. Dacă intersecția oglinzilor este verticală, stânga câmpului vizual este partea dreaptă a imaginii din prima oglindă iar în cea de a doua oglindă cele două părți se inversează din nou.
În cazul a două oglinzi paralele, a privi simultan prin ambele este ca și cum s-ar privi o versiune a lumii translată la o distanță dublă față de distanța dintre oglinzi, în direcție perpendiculară pe ele. Întrucât planul oglinzii în care se privește în mod direct este dincolo de cel al celeilalte oglinzi, se privește întotdeauna de la un unghi oblic, iar translația menționată nu are doar o componentă mai departe de observator, ci și una în direcție perpendiculară pe normala la oglinzi. Translația din imagine poate fi descrisă printr-o translație a observatorului în direcție opusă. De exemplu, la un periscop vertical lumea pare deplasată în jos și spre mai departe, depinzând de lungimea periscopului. Însă este mai practic să se considere o deplasare echivalentă a observatorului în sus și înapoi.
Este posibil să se realizeze o oglindă care nu inversează plasând două oglinzi la 90º pentru a da o imagine care nu este inversată.